# Улитко, Всеволод Сергеевич
Всеволод Сергеевич Улитко — советский художник-постановщик.

## Биография
В. С. Улитко с 1960 года — художник-постановщик киностудии «Ленфильм».
Член Союза кинематографистов СССР (Свердловское отделение).

## Фильмография
1. 1959 — Загадка Н. Ф. И.  (ТВ) (художественно-публицистический) (Режиссёр-постановщик: Михаил Шапиро)
2. 1960 — Гущак из Рио-де-Жанейро  (Режиссёр-постановщик: Александр Штаден)
3. 1960 — Мост перейти нельзя  (совместно c Семёном Манделем) (Режиссёры-постановщики: Теодор Вульфович, Никита Курихин)
4. 1961 — Человек-амфибия  (совместно с Тамарой Васильковской) (Режиссёры-постановщики: Геннадий Казанский, Владимир Чеботарёв)
5. 1963 — Улица Ньютона, дом 1  (совместно с Тамарой Васильковской) (Режиссёр-постановщик: Теодор Вульфович)
6. 1964 — Спящая красавица  (фильм-балет) (совместно с Тамарой Васильковской) (Режиссёры-постановщики: Аполлинарий Дудко, Константин Сергеев)
7. 1965 — Перекличка  (Режиссёр-постановщик: Даниил Храбровицкий)
8. 1966 — Не забудь… станция Луговая  (Режиссёры-постановщики: Никита Курихин, Леонид Менакер)
9. 1967 — Суд  (короткометражный) (Режиссёр-постановщик: Давид Кочарян)
10. 1970 — Король Лир  (совместно с Евгением Енеем, Симоном Вирсаладзе) (Режиссёр-постановщик: Григорий Козинцев)
11. 1971 — Чёрные сухари  (СССР/ ГДР) (совместно с Р. Шмидт) (Режиссёр-постановщик: Герберт Раппапорт)
12. 1972 — Круг  (Режиссёр-постановщик: Герберт Раппапорт)
13. 1974 — Весенние перевёртыши  (Режиссёр-постановщик: Григорий Аронов)
14. 1975 — Шаг навстречу  (Режиссёр-постановщик: Наум Бирман)
15. 1976 — Меня это не касается  (Режиссёр-постановщик: Герберт Раппапорт)
16. 1978 — Молодая жена  (Режиссёр-постановщик: Леонид Менакер)
17. 1978 — След на земле  (Режиссёр-постановщик: Наум Бирман)
18. 1980 — День на размышление  (Режиссёр-постановщик: Август Балтрушайтис)
19. 1981 — Деревенская история  (Режиссёр-постановщик: Виталий Каневский)
20. 1982 — Родился я в Сибири…  (Режиссёр-постановщик: Адольф Бергункер)
21. 1983 — Магия чёрная и белая  (Режиссёр-постановщик: Наум Бирман)
22. 1985 — Воскресный папа  (Режиссёр-постановщик: Наум Бирман)
23. 1986 — Знаю только я  (Режиссёр-постановщик: Карен Геворкян)